# 程海
程海又名黑伍海，位于中华人民共和国云南省丽江市永胜县县城西南45公里处，是一座构造断陷湖泊。湖面海拔1501米或1503米，湖面面积74.6平方公里，平均水深25.9米，最深处36.7米，蓄水量19.8亿立方米。程海是云南省九大高原湖泊之一，以盛产天然螺旋藻闻名。

## 历史
程海成湖于更新世早期。原为吞吐型湖泊，由海口河（古称程河）与金沙江相通。明代中叶后因水位下降，海口河断流，湖水不再外泄，演变为闭流类湖泊。现已演变为微咸水湖。1993年建成仙人河隧道洞引水工程，引仙人河水入海，缓解水位下降。

## 概况
程海湖区属暖温带山地季风气候，年均气温13.5℃，年降水量738.6毫米，降水主要集中在6～10月。年蒸发量2040.3毫米。日照时数2403 h。年无霜期210天。
集水区面积228.9平方公里，主要依赖地表径流和湖面降水补给，入湖河流均为季节性河流。水量入不敷出是导致水位下降的主要原因。
湖水多年平均水温15.9℃。矿化度呈逐年上升趋势。

## 物产
- 程海银鱼：即太湖短吻银鱼（Neosalanx tangkehkeii taihuensis Chen），于1989年引进，现程海已成为云南省银鱼生产基地之一。
- 螺旋藻：程海是目前中华人民共和国最大的螺旋藻养殖基地（有媒体报道称亦是目前世界上最大的螺旋藻养殖基地[9]），亦是目前世界上三个能天然生产螺旋藻的湖泊之一[10]。中国科学院刊载的文章指出，1992到1995年程海湖地区共建成螺旋藻培养池45万平方米，年产800-1000吨螺旋藻粉，并由此成为了当时世界上最大的螺旋藻生产基地[11]；而云南日报则报道称，云南绿A生物有限公司已自1997年起在程海湖畔建立起全球最大的天然螺旋藻基地[12][13]。

分析认为，程海湖适宜螺旋藻生长的有利条件有程海湖湖水的盐度较高及该湖的湖水的pH值较高（呈现碱性）。该湖中的螺旋藻原为天然生长的螺旋藻，由中国科研人员于1984年发现。